# 나카시마 테츠야
나카시마 데쓰야(中島哲也, 1959년 9월 2일 ~)는 일본의 영화 감독이다. 후쿠오카현에서 태어났으며, 메이지 대학을 졸업했다.

## 작품 목록

### 영화
- 불량공주 모모코 (2004년)
- 혐오스런 마츠코의 일생 (2006년)
- 파코와 마법 동화책 (2008년)
- 고백 (2010년)
- 갈증 (2014년)
- 온다 (2018년)

### 뮤직비디오
- 마쓰 다카코 〈민나히토리〉
- SMAP 〈솟토 귯토〉
- AKB48 〈Beginner〉

## 수상
- 제26회 요코하마 영화제 - 작품상, 감독상 (《불량공주 모모코》)
- 제30회 일본 아카데미상 - 우수 감독상, 우수 각본상 (《혐오스런 마츠코의 일생》)
- 2006년도 문화청 예술권장 문부과학대신상
- 제32회 일본 아카데미상 - 우수 감독상 (《파코와 마법 동화책》)
- 제34회 일본 아카데미상 - 최우수 작품상, 최우수 감독상, 최우수 각본상 (《고백》)